# Pokémon di sesta generazione
La sesta generazione dei videogiochi della serie Pokémon comprende i titoli Pokémon X e Y (2013) e Pokémon Rubino Omega e Zaffiro Alpha (2014).
Essa introduce un nuovo gruppo di 72 Pokémon, portando il numero totale a 721. Le creature sono state concepite da un gruppo di venti disegnatori, coordinati da Ken Sugimori e Hironobu Yoshida, e sono state approvate da un comitato di cinque responsabili. Il mangaka Hitoshi Ariga venne coinvolto nel processo di creazione, e contribuì infine al design di dieci dei nuovi Pokémon. L'ambientazione di Pokémon X e Y, basata sull'Europa e in particolare la Francia, ha ispirato il design di diverse creature.
In questa generazione è stato aggiunto un diciottesimo tipo, Folletto, aggiunto retroattivamente anche a ventidue Pokémon di generazioni precedenti: Cleffa, Clefairy, Clefable, Igglybuff, Jigglypuff, Wigglytuff, Mime Jr., Mr. Mime, Togepi, Togetic, Togekiss, Azurill, Marill, Azumarill, Snubbull, Granbull, Ralts, Kirlia, Gardevoir, Mawile, Cottonee e Whimsicott. Hanno fatto inoltre la loro comparsa la megaevoluzione e l'archeorisveglio, con svariati Pokémon di generazioni precedenti, oltre a Diancie della sesta, che hanno ottenuto delle evoluzioni temporanee con un cambio d'aspetto e a volte di tipo e un incremento di statistiche.

## Elenco dei Pokémon
| Numero | Nome        | Evoluzione                                     |
| ------ | ----------- | ---------------------------------------------- |
| 650    | Chespin     | Evolve in Quilladin                            |
| 651    | Quilladin   | Evoluzione di Chespin, evolve in Chesnaught    |
| 652    | Chesnaught  | Evoluzione di Quilladin                        |
| 653    | Fennekin    | Evolve in Braixen                              |
| 654    | Braixen     | Evoluzione di Fennekin, evolve in Delphox      |
| 655    | Delphox     | Evoluzione di Braixen                          |
| 656    | Froakie     | Evolve in Frogadier                            |
| 657    | Frogadier   | Evoluzione di Froakie, evolve in Greninja      |
| 658    | Greninja    | Evoluzione di Frogadier                        |
| 659    | Bunnelby    | Evolve in Diggersby                            |
| 660    | Diggersby   | Evoluzione di Bunnelby                         |
| 661    | Fletchling  | Evolve in Fletchinder                          |
| 662    | Fletchinder | Evoluzione di Fletchling, evolve in Talonflame |
| 663    | Talonflame  | Evoluzione di Fletchinder                      |
| 664    | Scatterbug  | Evolve in Spewpa                               |
| 665    | Spewpa      | Evoluzione di Scatterbug, evolve in Vivillon   |
| 666    | Vivillon    | Evoluzione di Spewpa                           |
| 667    | Litleo      | Evolve in Pyroar                               |
| 668    | Pyroar      | Evoluzione di Litleo                           |
| 669    | Flabébé     | Evolve in Floette                              |
| 670    | Floette     | Evoluzione di Flabébé, evolve in Florges       |
| 671    | Florges     | Evoluzione di Floette                          |
| 672    | Skiddo      | Evolve in Gogoat                               |
| 673    | Gogoat      | Evoluzione di Skiddo                           |
| 674    | Pancham     | Evolve in Pangoro                              |
| 675    | Pangoro     | Evoluzione di Pancham                          |
| 676    | Furfrou     | Nessuna evoluzione                             |
| 677    | Espurr      | Evolve in Meowstic                             |
| 678    | Meowstic    | Evoluzione di Espurr                           |
| 679    | Honedge     | Evolve in Doublade                             |
| 680    | Doublade    | Evoluzione di Honedge, evolve in Aegislash     |
| 681    | Aegislash   | Evoluzione di Doublade                         |
| 682    | Spritzee    | Evolve in Aromatisse                           |
| 683    | Aromatisse  | Evoluzione di Spritzee                         |
| 684    | Swirlix     | Evolve in Slurpuff                             |
| 685    | Slurpuff    | Evoluzione di Swirlix                          |
| 686    | Inkay       | Evolve in Malamar                              |
| 687    | Malamar     | Evoluzione di Inkay                            |
| 688    | Binacle     | Evolve in Barbaracle                           |
| 689    | Barbaracle  | Evoluzione di Binacle                          |
| 690    | Skrelp      | Evolve in Dragalge                             |
| 691    | Dragalge    | Evoluzione di Skrelp                           |
| 692    | Clauncher   | Evolve in Clawitzer                            |
| 693    | Clawitzer   | Evoluzione di Clauncher                        |
| 694    | Helioptile  | Evolve in Heliolisk                            |
| 695    | Heliolisk   | Evoluzione di Helioptile                       |
| 696    | Tyrunt      | Evolve in Tyrantrum                            |
| 697    | Tyrantrum   | Evoluzione di Tyrunt                           |
| 698    | Amaura      | Evolve in Aurorus                              |
| 699    | Aurorus     | Evoluzione di Amaura                           |
| 700    | Sylveon     | Evoluzione di Eevee                            |
| 701    | Hawlucha    | Nessuna evoluzione                             |
| 702    | Dedenne     | Nessuna evoluzione                             |
| 703    | Carbink     | Nessuna evoluzione                             |
| 704    | Goomy       | Evolve in Sliggoo                              |
| 705    | Sliggoo     | Evoluzione di Goomy, evolve in Goodra          |
| 706    | Goodra      | Evoluzione di Sliggoo                          |
| 707    | Klefki      | Nessuna evoluzione                             |
| 708    | Phantump    | Evolve in Trevenant                            |
| 709    | Trevenant   | Evoluzione di Phantump                         |
| 710    | Pumpkaboo   | Evolve in Gourgeist                            |
| 711    | Gourgeist   | Evoluzione di Pumpkaboo                        |
| 712    | Bergmite    | Evolve in Avalugg                              |
| 713    | Avalugg     | Evoluzione di Bergmite                         |
| 714    | Noibat      | Evolve in Noivern                              |
| 715    | Noivern     | Evoluzione di Noibat                           |
| 716    | Xerneas     | Nessuna evoluzione                             |
| 717    | Yveltal     | Nessuna evoluzione                             |
| 718    | Zygarde     | Nessuna evoluzione                             |
| 719    | Diancie     | Megaevolve in MegaDiancie                      |
| 720    | Hoopa       | Nessuna evoluzione                             |
| 721    | Volcanion   | Nessuna evoluzione                             |

### Chespin
Chespin (ハリマロン?, Harimaron) è uno dei Pokémon iniziali di Pokémon X e Y, di tipo Erba. Si evolve in Quilladin con l'aumento di livello. Ha l'aspetto di un riccio con la testa e la schiena coperte da un guscio resistente e da ispide punte. Nell'anime, Chespin appare per la prima volta nel corso dell'episodio Una lotta aerea! (A Battle of Aerial Mobility!). Il capopalestra Lem ottiene un esemplare del Pokémon dal Professor Platan.

### Quilladin
Quilladin (ハリボーグ?, Haribōgu) è un Pokémon di stadio uno di tipo Erba. Si evolve da Chespin ed evolve a sua volta in Chesnaught con l'aumento di livello. Ha una natura mite e rilassata. Per difendersi dai suoi nemici utilizza il guscio resistente che gli riveste il corpo e i suoi aculei. Nell'anime Quilladin appare per la prima volta nel corso dell'episodio L'amore colpisce, Eevee rabbrividisce! (Love Strikes! Eevee, Yikes!).

### Chesnaught
Chesnaught (ブリガロン?, Burigaron) è un Pokémon di stadio due di tipo Erba/Lotta. Si evolve da Quilladin. Possiede un'elevata forza fisica e una corazza incredibilmente robusta, grazie alla quale può resistere a urti ed esplosioni. Nell'anime Chesnaught appare per la prima volta nel corso del lungometraggio Il film Pokémon - Diancie e il bozzolo della distruzione.

### Fennekin
Fennekin (フォッコ?, Fokko) è uno dei Pokémon iniziali di Pokémon X e Y, di tipo Fuoco. Si evolve in Braixen con l'aumento di livello. Ha l'aspetto di una volpe. Si nutre di piccoli rametti e una volta fatto il pieno di energia può emettere dalle grandi orecchie aria calda a temperature elevate. Nell'anime Fennekin appare per la prima volta nel corso dell'episodio Una lotta aerea! (A Battle of Aerial Mobility!). Serena ottiene un esemplare di sesso femminile di Fennekin dal Professor Platan in Un'amicizia elettrizzante! (A Shockingly Cheeky Friendship!), poi evolutosi in Braixen nel corso di Lotta con stile e un sorriso smagliante! (Battling with Elegance and a Big Smile!).

### Braixen
Braixen (テールナー?, Tērunā) è un Pokémon di stadio uno di tipo Fuoco. Si evolve da Fennekin ed evolve a sua volta in Delphox con l'aumento di livello. Tiene sempre con sé un ramo infilato nella coda, che utilizza a volte in battaglia incendiandolo o per mandare segnali ai suoi simili. Nell'anime Braixen appare per la prima volta nel corso dell'episodio Un giorno da registi! (Day Three Blockbusters!). Serena possiede un esemplare di sesso femminile del Pokémon, evoluzione del suo Fennekin.

### Delphox
Delphox (マフォクシー?, Mafokushī) è un Pokémon di stadio due di tipo Fuoco/Psico. Si evolve da Braixen. Possiede sviluppati poteri psichici, tramite i quali può predire il futuro o incrementare a migliaia di gradi la temperatura delle proprie fiamme per incenerire i nemici. Nell'anime Delphox appare per la prima nel corso dell'episodio Fame di lotta (An Appetite for Battle!).

### Froakie
Froakie (ケロマツ?, Keromatsu) è uno dei Pokémon iniziali di Pokémon X e Y, di tipo Acqua. Si evolve in Frogadier con l'aumento di livello. Ha l'aspetto di una rana e un temperamento guardingo e circospetto. Secerne una schiuma con cui avvolge il proprio corpo e che funge da protezione contro gli attacchi nemici. Nell'anime Froakie appare per la prima volta nel corso dell'episodio Kalos, dove iniziano i sogni e le avventure! (Kalos, Where Dreams and Adventures Begin!). In Un inseguimento a Luminopoli! (Lumiose City Pursuit!) Ash Ketchum cattura un esemplare del Pokémon, in seguito evolutosi in Greninja.

### Frogadier
Frogadier (ゲコガシラ?, Gekogashira) è un Pokémon di stadio uno di tipo Acqua. Si evolve da Froakie ed evolve a sua volta in Greninja con l'aumento di livello. È un Pokémon agile e veloce; per attaccare lancia sassi racchiusi in bolle di schiuma a grande distanza. Nell'anime Frogadier appare per la prima volta nel corso dell'episodio Lezione sull'arte ninja! (A Rush of Ninja Wisdom!). Ash Ketchum possiede per un periodo un esemplare del Pokémon, evoluzione del suo Froakie.

### Greninja
Greninja (ゲッコウガ?, Gekkōga) è un Pokémon di stadio due di tipo Acqua/Buio. Si evolve da Frogadier. Agile e rapido come un ninja, attacca i suoi avversari con lame d'acqua, che lancia a gran velocità come shuriken.
Nell'anime Ash Ketchum possiede un esemplare di Greninja dall'aspetto unico. In seguito questa forma è stata introdotta anche nei videogiochi Pokémon Sole e Luna e denominata Forma Ash; nella demo dei due titoli è possibile catturare un esemplare di Greninja Forma Ash da trasferire in Pokémon Sole e Luna. Greninja è inoltre selezionabile come personaggio giocante nel videogioco Super Smash Bros. for Nintendo 3DS e Wii U. Greninja ha incontrato i favori di pubblico e critica. In un sondaggio condotto nel 2016 in Giappone, Greninja è risultato il Pokémon più amato.

### Bunnelby
Bunnelby (ホルビー?, Horubī) è un Pokémon base di tipo Normale. Si evolve in Diggersby con l'aumento di livello. Il suo aspetto è basato su una lepre ed è stato ispirato dalla fauna europea che gli sviluppatori hanno scelto come influenza per la regione di Kalos. Possiede orecchie grandi e robuste, che utilizza come pale per scavare buche e tane nel terreno. Nell'anime un esemplare di Bunnelby di proprietà del capopalestra Lem appare per la prima volta nel corso dell'episodio Kalos, dove iniziano i sogni e le avventure! (Kalos, Where Dreams and Adventures Begin!).

### Diggersby
Diggersby (ホルード?, Horūdo) è un Pokémon di stadio uno di tipo Normale/Terra. Si evolve da Bunnelby. Le sue orecchie sono incredibilmente resistenti e gli consentono di sollevare massi o sbriciolare la roccia. Nell'anime Diggersby appare per la prima volta nel corso dell'episodio Come catturare un contrabbandiere di Pokémon! (To Catch a Pokémon Smuggler!).

### Fletchling
Fletchling (ヤヤコマ?, Yayakoma) è un Pokémon base di tipo Normale/Volante. Si evolve in Fletchinder con l'aumento di livello. Il suo aspetto ricorda un pettirosso. Cinguetta perlopiù amichevolmente e spensierato, ma sa rivelarsi anche aggressivo e territoriale se minacciato. Nell'anime Fletchling appare per la prima volta nel corso dell'episodio Kalos, dove iniziano i sogni e le avventure! (Kalos, Where Dreams and Adventures Begin!). In Una lotta aerea! (A Battle of Aerial Mobility!) Ash Ketchum cattura un esemplare del Pokémon, in seguito evolutosi in Fletchinder.

### Fletchinder
Fletchinder (ヒノヤコマ?, Hinoyakoma) è un Pokémon di stadio uno di tipo Fuoco/Volante. Si evolve da Fletchling ed evolve a sua volta in Talonflame con l'aumento di livello. È un predatore che incendia cespugli e si avventa poi sulle prede che ne fuggono spaventate. In una sacca posta nel ventre può produrre fiamme che ne aumentano la velocità in volo. Nell'anime Fletchinder appare per la prima volta nel corso dell'episodio Lotte blasonate al castello! (Breaking Titles at the Chateau!). Ash Ketchum possiede per un periodo un esemplare del Pokémon, evoluzione del suo Fletchling.

### Talonflame
Talonflame (ファイアロー?, Faiarō) è un Pokémon di stadio due di tipo Fuoco/Volante. Si evolve da Fletchinder. È in grado di volare a velocità elevatissime e di attaccare i nemici con i suoi artigli affilati o sprizzando scintille tramite la frizione del piumaggio. Nell'anime Ash Ketchum possiede un esemplare di Talonflame, evoluzione del suo Fletchinder. Negli anni della sesta generazione, Talonflame è stato uno dei Pokémon più utilizzati nel gioco competitivo e nei Campionati Mondiali Pokémon, tanto che l'intero metagioco si è orientato a individuare strategie mirate per contrastarlo. Nei titoli successivi la sua efficacia è stata ridotta e sono stati aggiunti Pokémon in grado di limitare la sua utilità in battaglia.

### Scatterbug
Scatterbug (コフキムシ?, Kofukimushi) è un Pokémon base di tipo Coleottero. Si evolve in Spewpa con l'aumento di livello. Il suo corpo è ricoperto da scaglie che ne regolano la temperatura corporea e gli permettono di adattarsi a qualsiasi clima. Se assalito sparge scaglie che paralizzano al contatto. Nell'anime Scatterbug appare per la prima volta nel corso dell'episodio Kalos, dove iniziano i sogni e le avventure! (Kalos, Where Dreams and Adventures Begin!).

### Spewpa
Spewpa (コフーライ?, Kofūrai) è un Pokémon di stadio uno di tipo Coleottero. Si evolve da Scatterbug ed evolve a sua volta in Vivillon con l'aumento di livello. Vive nascosto nel sottobosco; tenta di dissuadere i nemici rizzando il pelo, ma se viene attaccato può ricorrere al suo guscio resistente e a scaglie paralizzanti. Nell'anime Spewpa appare per la prima volta nel corso dell'episodio Kalos, dove iniziano i sogni e le avventure! (Kalos, Where Dreams and Adventures Begin!).

### Vivillon
Vivillon (ビビヨン?, Bibiyon) è un Pokémon di stadio due di tipo Coleottero/Volante. Si evolve da Spewpa. Ha l'aspetto di una farfalla dai colori e dai motivi variegati, che cambiano a seconda della zona e del clima in cui vive. Vivillon presenta diciotto motivi differenti sulle ali, che cambiano a seconda dell'area geografica impostata nella console del giocatore. Un motivo ulteriore, denominato Motivo Poké Ball, ha debuttato il 4 giugno 2014 per celebrare l'inaugurazione dello store online Pokémon. La ventesima variante, il Motivo Sbarazzino, è stato distribuito invece tramite Nintendo Network dal 7 al 31 luglio 2014 per commemorare il traguardo dei cento milioni di scambi tramite Global Trade Station. Nell'anime un esemplare di Vivillon appartenente alla capopalestra Violetta appare per la prima volta nel corso dell'episodio Una lotta da brivido alla Palestra di Novartopoli! (A Blustery Santalune Gym Battle!).

### Litleo
Litleo (シシコ?, Shishiko) è un Pokémon base di tipo Fuoco/Normale. Si evolve in Pyroar con l'aumento di livello. È basato su un cucciolo di leone. Ha un temperamento indomito e impetuoso, per questo si allontana dal gruppo per allenarsi e diventare più forte e non si sottrae mai a uno scontro. Quando la sua criniera si scalda nelle lotte contro avversari forti, la sua forza aumenta. Nell'anime Litleo appare per la prima volta nel cortometraggio Pikachu, che chiave è questa? (Pikachu, What's This Key?).

### Pyroar
Pyroar (カエンジシ?, Kaenjishi) è un Pokémon di stadio uno di tipo Fuoco/Normale. Si evolve da Litleo. Presenta marcate differenze tra i sessi: gli esemplari di sesso maschile sfoggiano infatti una folta criniera, mentre le femmine sono dotate di una coda di cavallo. Il maschio dominante guida solitamente il gruppo, mentre le femmine proteggono i cuccioli. Nell'anime Pyroar appare per la prima volta nel corso del lungometraggio Il film Pokémon - Diancie e il bozzolo della distruzione. Elisio, leader del Team Flare, possiede un esemplare di sesso maschile di Pyroar.

### Flabébé
Flabébé (フラベベ?, Furabebe) è un Pokémon base di tipo Folletto. Si evolve in Floette con l'aumento di livello. Vive in simbiosi con un fiore di sua scelta per tutta la vita. Vola lasciandosi trasportare dal vento di fiore in fiore, di cui può controllare il potere nascosto. Possiede cinque diverse forme che si differenziano per il colore del fiore: rosso, blu, giallo, arancione e bianco. La colorazione del Pokémon viene mantenuta anche in seguito a evoluzione. Nell'anime Flabébé appare per la prima volta nel corso dell'episodio Kalos, dove iniziano i sogni e le avventure! (Kalos, Where Dreams and Adventures Begin!). Shana possiede un esemplare del Pokémon.

### Floette
Floette (フラエッテ?, Furaette) è un Pokémon di stadio uno di tipo Folletto. Si evolve da Flabébé ed evolve a sua volta in Florges tramite lo strumento Pietrabrillo. Ricorre alla forza segreta dei fiori. Si prende cura delle piante, e celebra il loro sbocciamento con una danza entusiasta. Come Flabébé, possiede cinque diverse forme che si differenziano per il colore del fiore: rosso, blu, giallo, arancione e bianco. La colorazione del Pokémon viene mantenuta anche in seguito a evoluzione. AZ è legato a un Floette blu dotato di un fiore di colore nero. Nell'anime Floette appare per la prima volta nel corso del lungometraggio Il film Pokémon - Diancie e il bozzolo della distruzione.

### Florges
Florges (フラージェス?, Furājesu) è un Pokémon di stadio due di tipo Folletto. Si evolve da Florges. Vive prevalentemente in giardini fioriti, dal momento che assorbe e utilizza l'energia delle piante e dei fiori. Come Flabébé e Floette, possiede cinque diverse forme che si differenziano per il colore del fiore: rosso, blu, giallo, arancione e bianco. Nell'anime Florges appare per la prima volta nel corso dell'episodio Difenderò la mia casa! (Defending the Homeland!). In Una lega a parte! (A League of His Own!), Trovato schiera un Florges alla Lega Pokémon di Kalos contro il Charizard di Alan, venendo però sconfitto.

### Skiddo
Skiddo (メェークル?, Me'ēkuru) è un Pokémon base di tipo Erba. Si evolve in Gogoat con l'aumento di livello. Viene utilizzato dall'uomo come calvalcatura dall'alba dei tempi, grazie alla sua indole pacifica e addomesticabile. Può sopravvivere a lungo senza mangiare grazie alle foglie che ha sul dorso, che gli permettono di ricavare nutrienti direttamente dal sole e dall'acqua. Nei videogiochi Pokémon X e Y è possibile cavalcare Skiddo. Nell'anime Skiddo appare per la prima volta nel corso del lungometraggio Il film Pokémon - Diancie e il bozzolo della distruzione.

### Gogoat
Gogoat (ゴーゴート?, Gōgōto) è un Pokémon di stadio uno di tipo Erba. Si evolve da Skiddo. È dotato di grandi corna, con cui si scontra con i suoi simili per stabilire il capogruppo, e tramite le quali percepisce i sentimenti dell'allenatore che lo cavalca. Nei videogiochi Pokémon X e Y è possibile cavalcare Gogoat nella città di Luminopoli. Nell'anime un Gogoat di proprietà di Alexia appare per la prima volta nel corso dell'episodio La giornalista di un'altra regione! (The Journalist from Another Region!).

### Pancham
Pancham (ヤンチャム?, Yamchan) è un Pokémon base di tipo Lotta. Si evolve in Pangoro con l'aumento di livello, nel caso in cui il giocatore possieda un Pokémon di tipo Buio nella propria squadra. Pancham è basato sul panda gigante. Fa il sostenuto cercando di intimorire i nemici con il suo sguardo, ma in fondo si rivela un gran tenerone. Mastica costantemente una foglia. Nell'anime Pancham appare per la prima volta nel corso dell'episodio La foresta di bambù! (The Bamboozling Forest!). Serena ha catturato un esemplare del Pokémon nel corso dell'episodio Sognando un futuro da performer Pokémon! (Dreaming a Performer's Dream!).

### Pangoro
Pangoro (ゴロンダ?, Goronda) è un Pokémon di stadio uno di tipo Lotta/Buio. Si evolve da Pancham. È uno dei Pokémon disegnati da Hitoshi Ariga. Ha una forza fisica straordinaria e un temperamento violento e attaccabrighe, sebbene si schieri sempre a difesa dei più deboli e dei suoi compagni. Sfrutta il ramoscello che tiene in bocca per prevedere i movimenti degli avversari. Nell'anime Pangoro appare per la prima volta nel corso dell'episodio Kalos, dove iniziano i sogni e le avventure! (Kalos, Where Dreams and Adventures Begin!).

### Furfrou
Furfrou (トリミアン?, Torimian) è un Pokémon base di tipo Normale. Il suo aspetto è basato su quello di un barboncino. È molto leale nei confronti del suo allenatore, tanto che in epoca antica aveva il compito di proteggere il re di Kalos. Tramite toelettatura del manto, è possibile conferirgli un diverso aspetto tra dieci forme possibili. Nell'anime Furfrou appare per la prima volta nel corso dell'episodio Una toeletta per Furfrou! (Grooming Furfrou!).

### Espurr
Espurr (ニャスパー?, Nyasupā) è un Pokémon base di tipo Psico. Si evolve in Meowstic con l'aumento di livello. Possiede enormi poteri psichici localizzati in particolari organi all'interno delle orecchie, che tiene sempre chiuse per non perdere il controllo. Nell'anime Espurr appare per la prima volta nel corso dell'episodio Un riparo dalle intemperie! (Seeking Shelter from the Storm!).

### Meowstic
Meowstic (ニャオニクス?, Nyaonikusu) è un Pokémon di stadio uno di tipo Pisco. Si evolve da Espurr. Presenta marcate differenze tra sessi: gli esemplari di sesso maschile sono infatti di colore blu, mentre le femmine appaiono bianche. Sono inoltre presenti leggere differenze nella forma e nel colore degli occhi. Il Pokémon apprende mosse differenti in base al genere, con gli esemplari maschi più specializzati nella difesa e le femmine nell'attacco. Tiene le orecchie ripiegate per contenere il suo immenso potere psichico, ma se si sente minacciato le drizza per liberare tutta la sua potenza. Nell'anime Meowstic appare per la prima volta nel corso dell'episodio Kalos, dove iniziano i sogni e le avventure! (Kalos, Where Dreams and Adventures Begin!).

### Honedge
Honedge (ヒトツキ?, Hitotsuki) è un Pokémon base di tipo Acciaio/Spettro. Si evolve in Doublade con l'aumento di livello. È uno dei Pokémon disegnati da Hitoshi Ariga. Si tratta di uno spirito che infesta un'antica spada. Quando qualcuno tenta di afferrarne l'elsa, gli avvolge il drappo intorno al braccio e ne assorbe la forza vitale. Nell'anime Honedge appare per la prima volta nel corso dell'episodio speciale Diancie - Principessa del regno dei diamanti (Diancie, Princess of the Diamond Domain). Sandro ha catturato un esemplare di Honedge che, nel corso dell'episodio Due strade che si incontrano! (A Meeting of Two Journeys!), ha schierato contro Ash Ketchum venendo battuto. Il Pokémon si è poi evoluto in Doublade.

### Doublade
Doublade (ニダンギル?, Nidangiru) è un Pokémon di stadio uno di tipo Acciaio/Spettro. Si evolve da Honedge ed evolve a sua volta in Aegislash tramite lo strumento Neropietra. È uno dei Pokémon disegnati da Hitoshi Ariga. Le due parti del suo corpo comunicano telepaticamente per sferrare attacchi coordinati e incessanti. Nell'anime Doublade appare per la prima volta nel corso del lungometraggio Il film Pokémon - Diancie e il bozzolo della distruzione. Sandro possiede un esemplare di Doublade, evoluzione del suo Honedge, che nell'episodio Lotta accesa, finale a sorpresa! (A Full-Strength Battle Surprise!) viene sconfitto da Ash Ketchum.

### Aegislash
Aegislash (ギルガルド?, Girugarudo) è un Pokémon di stadio due di tipo Acciaio/Spettro. Si evolve da Doublade. È uno dei Pokémon disegnati da Hitoshi Ariga. Con i suoi poteri spettrali può manipolare gli esseri umani e riconoscere le persone che hanno qualità fuori dal comune. Possiede due differenti forme denominate Forma Scudo, in cui ottiene un aumento di difesa e difesa speciale, e Forma Spada, in cui sono potenziati l'attacco e l'attacco speciale. Tramite l'abilità Accendilotta (バトルスイッチ?, Batoru Suicchi), il Pokémon assume la Forma Spada quando utilizza attacchi offensivi e ritorna nella Forma Scudo in seguito all'uso della mossa Scudo Reale (キングシールド?, Kingu Shīrudo). Nell'anime Aegislash appare per la prima volta nel corso del lungometraggio Il film Pokémon - Diancie e il bozzolo della distruzione. Sandro negli episodi Analisi contro passione! (Analysis Versus Passion!) e Una rivalità avvincente! (A Riveting Rivalry!) schiera il suo Aegislash contro Ash Ketchum venendo però battuto.

### Spritzee
Spritzee (シュシュプ?, Shushupu) è un Pokémon base di tipo Folletto. Si evolve in Aromatisse se scambiato con lo strumento Bustina aromi. È uno dei Pokémon esclusivi di Pokémon Y. Il suo corpo è profumato e inebriante, con una fragranza che cambia in base a ciò che ha ingerito.

### Aromatisse
Aromatisse (フレフワン?, Furefuwan) è un Pokémon di stadio uno di tipo Folletto. Si evolve da Spritzee. È in grado di emanare odori diversi, da profumi delicati fino a puzze sgradevoli per mettere in difficoltà i suoi nemici.

### Swirlix
Swirlix (ペロッパフ?, Peroppafu) è un Pokémon base di tipo Folletto. Si evolve in Slurpuff se scambiato con lo strumento Dolcespuma. È uno dei Pokémon esclusivi di Pokémon X. Ha l'aspetto, la consistenza e il sapore dello zucchero filato dal momento che si nutre solo di cibi dolci. Utilizza i suoi filamenti appiccicosi per immobilizzare i suoi avversari. Nell'anime Swirlix appare per la prima volta nel corso dell'episodio Kalos, dove iniziano i sogni e le avventure! (Kalos, Where Dreams and Adventures Begin!).

### Slurpuff
Slurpuff (ペロリーム?, Perorīmu) è un Pokémon di stadio uno di tipo Folletto. Si evolve da Swirlix. È ispirato alla panna, e infatti trova impiego in cucina per aiutare i pasticcieri con il suo olfatto finissimo. Nell'anime uno Slurpuff di proprietà di Meringa appare per la prima volta nel corso dell'episodio Lottar m'è dolce! (A Battle by Any Other Name!). Sandro possiede un esemplare di Slurpuff che schiera alla Lega Pokémon di Kalos nell'episodio Una rivalità avvincente! (A Riveting Rivalry!) contro Ash Ketchum.

### Inkay
Inkay (マーイーカ?, Māīka) è un Pokémon base di tipo Buio/Psico. Si evolve in Malamar con l'aumento di livello e tenendo capovolto il Nintendo 3DS. È uno dei Pokémon disegnati da Hitoshi Ariga. Se si trova in difficoltà abbaglia e ipnotizza i nemici con le luci lampeggianti che gli ricoprono il corpo, confondendoli e mettendosi in salvo. Nell'anime Inkay appare per la prima volta nel corso dell'episodio Una lotta aerea! (A Battle of Aerial Mobility!) in cui James del Team Rocket ne cattura un esemplare.

### Malamar
Malamar (カラマネロ?, Karamanero) è un Pokémon di stadio uno di tipo Buio/Psico. Si evolve da Inkay. È uno dei Pokémon disegnati da Hitoshi Ariga. Possiede il potere ipnotico più elevato tra i Pokémon, tramite il quale attira e controlla a piacimento le sue prede. Per finirle le cattura poi tra i suoi tentacoli e riversa su di loro i suoi succhi gastrici. Nell'anime Malamar appare per la prima volta nel corso dell'episodio Piano di conquista (A Conspiracy to Conquer!).

### Binacle
Binacle (カメテテ?, Kametete) è un Pokémon base di tipo Roccia/Acqua. Si evolve in Barbaracle con l'aumento di livello. È formato da due mani che convivono su una stessa roccia e collaborano per spostarsi e andare in cerca di cibo. Se litigano però una delle due parti abbandona la pietra.

### Barbaracle
Barbaracle (ガメノデス?, Gamenodesu) è un Pokémon di stadio uno di tipo Roccia/Acqua. Si evolve da Binacle. È composto da sette Binacle distinti, che possono agire indipendentemente ma che seguono generalmente gli ordini della testa. Nell'anime Barbaracle appare per la prima volta nel corso del lungometraggio Il film Pokémon - Diancie e il bozzolo della distruzione.

### Skrelp
Skrelp (クズモー?, Kuzumō) è un Pokémon base di tipo Veleno/Acqua. Si evolve in Dragalge con l'aumento di livello. È una specie esclusiva di Pokémon Y. Il suo aspetto ricorda un dragone foglia e, come tale, è in grado di mimetizzarsi tra le alghe marine per sfuggire ai nemici o per attaccare di soppiatto le prede, stordendole con un veleno per poi finirle. Nell'anime Skrelp appare per la prima volta nel corso dell'episodio Una casa in fondo al mare! (An Undersea Place to Call Home!).

### Dragalge
Dragalge (ドラミドロ?, Doramidoro) è un Pokémon di stadio uno di tipo Veleno/Drago. Si evolve da Skrelp. È fortemente territoriale e protegge il suo dominio intimorendo gli invasori con un potente veleno in grado di corrodere gli scafi delle navi. Nell'anime Dragalge appare per la prima volta nel corso dell'episodio Una casa in fondo al mare! (An Undersea Place to Call Home!).

### Clauncher
Clauncher (ウデッポウ?, Udeppō) è un Pokémon base di tipo Acqua. Si evolve in Clawitzer con l'aumento di livello. È una specie esclusiva di Pokémon X. Possiede una chela sovradimensionata con cui spara getti d'acqua ad alta pressione per abbattere le sue prede. Nell'anime Clauncher appare per la prima volta nel corso dell'episodio Corsa all'oro! (Going for the Gold!). Misty possiede un esemplare di Clauncher.

### Clawitzer
Clawitzer (ブロスター?, Burosutā) è un Pokémon di stadio uno di tipo Acqua. Si evolve da Clauncher. Spara anch'egli potenti proiettili d'acqua dalla sua enorme chela, che usa per attaccare e per nuotare rapidamente. Nell'anime Clawitzer appare per la prima volta nel corso del lungometraggio Il film Pokémon - Diancie e il bozzolo della distruzione. Sandro possiede un esemplare di Clawitzer.

### Helioptile
Helioptile (エリキテル?, Erikiteru) è un Pokémon base di tipo Elettro/Normale. Si evolve in Heliolisk utilizzando lo strumento Pietrasolare. Vive nei deserti, dove può sfruttare le pieghe al lato della testa per generare energia elettrica dalla luce solare e sopravvivere così per lunghi periodi anche senza mangiare. Nell'anime un esemplare di Helioptile di proprietà di Alexia appare per la prima volta nel corso dell'episodio La giornalista di un'altra regione! (The Journalist from Another Region!).

### Heliolisk
Heliolisk (エレザード?, Erezādo) è un Pokémon di stadio uno di tipo Elettro/Normale. Si evolve da Helioptile. Aprendo il collare aumenta la superficie di corpo illuminata e l'energia elettrica prodotta, che utilizza per attaccare e per stimolare i suoi muscoli a muoversi più rapidamente. Nell'anime un esemplare di Heliolisk di proprietà del capopalestra Lem appare per la prima volta nel corso dell'episodio Il Segreto di Lem! (Clemont's Got a Secret!).

### Tyrunt
Tyrunt (チゴラス?, Chigorasu) è un Pokémon base di tipo Roccia/Drago. Si evolve in Tyrantrum con l'aumento di livello durante il giorno. È uno dei Pokémon disegnati da Hitoshi Ariga. Si tratta di uno dei due Pokémon resuscitati da fossile in Pokémon X e Y e il suo design è basato sul tirannosauro. È viziato e pieno di sé ma dotato di grande forza e di mascelle potenti, per cui quando gioca non si accorge di provocare gravi danni. Nell'anime Tyrunt appare per la prima volta nel corso dell'episodio Alla conquista della vetta! (Climbing the Walls!), in cui il capopalestra Lino utilizza un esemplare di Tyrunt contro i Pokémon di Ash Ketchum.

### Tyrantrum
Tyrantrum (ガチゴラス?, Gachigorasu) è un Pokémon di stadio uno di tipo Roccia/Drago. Si evolve da Tyrunt. È uno dei Pokémon disegnati da Hitoshi Ariga. In virtù della sua forza e delle sue enormi fauci era considerato il monarca dei Pokémon preistorici. Nell'anime Tyrantrum appare per la prima volta nel corso dell'episodio Un'allenatrice in erba! (The Tiny Caretaker!).

### Amaura
Amaura (アマルス?, Amarusu) è un Pokémon base di tipo Roccia/Ghiaccio. Si evolve in Aurorus con l'aumento di livello durante la notte. È uno dei Pokémon disegnati da Hitoshi Ariga. Si tratta di uno dei due Pokémon resuscitati da fossile in Pokémon X e Y e il suo design è basato sull'amargasauro. È un placido erbivoro che abitava in zone estremamente fredde nel periodo preistorico per non incorrere in predatori. Nell'anime Amaura appare per la prima volta nel corso dell'episodio Ritorno al grande freddo! (Coming Back for the Cold!).

### Aurorus
Aurorus (アマルルガ?, Amaruruga) è un Pokémon di stadio uno di tipo Roccia/Ghiaccio. Si evolve da Amaura. È uno dei Pokémon disegnati da Hitoshi Ariga. È calmo e tranquillo, ma se attaccato può emettere aria gelida dai cristalli che ha sul corpo, per congelare i nemici o erigere una barriera di ghiaccio. Nell'anime Aurorus appare per la prima volta nel corso dell'episodio Ritorno al grande freddo! (Coming Back for the Cold!).

### Sylveon
Sylveon (ニンフィア?, Ninfia) è un Pokémon di stadio uno di tipo Folletto. Si evolve da Eevee con due livelli di amicizia nel Poké io&te o nel Poké Relax e se ha appreso una mossa di tipo Folletto. È uno dei Pokémon disegnati da Atsuko Nishida ed è stato rivelato il 14 febbraio 2013, prima dell'annuncio del nuovo tipo Folletto, generando curiosità e speculazioni tra gli appassionati. I fiocchi che lo adornano sono antenne, grazie alla quali può emettere un'aura dall'effetto rilassante o captare le emozioni di Pokémon e persone. Nell'anime Sylveon appare per la prima volta nel cortometraggio Eevee e i suoi amici (Eevee & Friends). Serena possiede un esemplare del Pokémon, evoluzione del suo Eevee.

### Hawlucha
Hawlucha (ルチャブル?, Ruchaburu) è un Pokémon base di tipo Lotta/Volante. Il suo aspetto è un incrocio tra un uccello e un luchador ed è stato oggetto di apprezzamenti da parte di pubblico e critica. Sfrutta le sue dimensioni ridotte, la sua agilità e le sue ali per sorprendere il nemico nei suoi punti ciechi, riuscendo così a tenere testa anche a Pokémon molto più grandi di lui. Nell'anime Hawlucha appare per la prima volta nel corso dell'episodio Il campione della foresta! (The Forest Champion!) in cui Ash Ketchum cattura un esemplare del Pokémon. Un esemplare cromatico del okémona compare in Quando luce e oscurità s'incontrano! (When Dark and Light Collide!). Hawlucha ha combattuto nella finale della lega di Kalos per Ash contro Alan, suo avversario.

### Dedenne
Dedenne (デデンネ?, Dedenne) è un Pokémon base di tipo Elettro/Folletto. Assorbe energia tramite la coda e la emette attraverso i baffi. I suoi barbigi fungono inoltre da sensori e da antenne per comunicare con i suoi simili tramite onde radio. Nell'anime Dedenne appare per la prima volta nel corso dell'episodio Un'amicizia elettrizzante! (A Shockingly Cheeky Friendship!) in cui il capopalestra Lem cattura l'esemplare di Pokémon utilizzato dalla sorella Clem.

### Carbink
Carbink (メレシー?, Mereshī) è un Pokémon base di tipo Roccia/Folletto. Si presenta come una gemma, creatasi nel sottosuolo grazie alle elevate pressioni e temperature. È schivo e vive in piccole colonie nelle viscere della Terra, ma all'occorrenza può difendersi emettendo raggi di energia dalla pietra che ha in fronte. Nell'anime quattro esemplari di Carbink appaiono nel lungometraggio Il film Pokémon - Diancie e il bozzolo della distruzione.

### Goomy
Goomy (ヌメラ?, Numera) è un Pokémon base di tipo Drago. Si evolve in Sliggoo con l'aumento di livello. È basato su un mollusco e in quanto tale deve mantenere la pelle e il corpo costantemente umidi per sopravvivere; rimane quindi spesso inattivo all'ombra e in ambienti umidi. È il Pokémon Drago più debole di tutti, ma la mucosa viscida che gli ricopre la pelle fa sì che i colpi dei nemici gli scivolino addosso. Nell'anime Ash Ketchum cattura un esemplare del Pokémon. Il suo aspetto bizzarro e grazioso gli ha procurato una discreta popolarità tra i Pokémon della sesta generazione.

### Sliggoo
Sliggoo (ヌメイル?, Numeiru) è un Pokémon di stadio uno di tipo Drago. Si evolve in Goodra con l'aumento di livello durante la pioggia. Secerne un muco vischioso e corrosivo che gli ricopre il corpo e con cui discioglie le sue vittime prima di nutrirsene. Oltre a non avere i denti, è cieco, ma ha adattato i suoi quattro corni a fungere da organi sensoriali. Nell'anime Ash Ketchum possiede un esemplare del Pokémon, evoluzione del suo Goomy.

### Goodra
Goodra (ヌメルゴン?, Numerugon) è un Pokémon di stadio due di tipo Drago. Si evolve da Sliggoo. Si dimostra molto amichevole e ama stare in compagnia. Attacca con i suoi corni allungabili e si difende grazie a uno spesso strato di grasso e alla pelle viscida, che deflettono gli attacchi degli avversari. Nell'anime Ash Ketchum possiede un esemplare del Pokémon, evoluzione del suo Sliggoo.

### Klefki
Klefki (クレッフィ?, Kureffi) è un Pokémon base di tipo Acciaio/Folletto. Ha l'aspetto di un portachiavi, ideato da Mana Ibe e ispirato a "vecchi palazzi e chiavi segrete". Alcuni vi hanno visto anche una somiglianza con gli yōkai tsukumogami, oggetti di uso quotidiano che acquistano un'anima nel corso del tempo. È una creatura mansueta, che ha l'abitudine di raccogliere e collezionare chiavi che gli piacciono attaccandole al suo corpo. Se attaccato, le agita per produrre un forte chiasso e scoraggiare gli assalitori. Nell'anime Klefki appare per la prima volta nel cortometraggio Pikachu, che chiave è questa? (Pikachu, What's This Key?). Critica e pubblico hanno classificato Klefki tra i peggiori Pokémon introdotti nella sesta generazione e hanno definito il suo aspetto scialbo, banale, privo di ispirazione e un esempio della "bancarotta creativa" di Game Freak.

### Phantump
Phantump (ボクレー?, Bokurē) è un Pokémon base di tipo Spettro/Erba. Si evolve in Trevenant se scambiato. Si presenta come un ceppo d'albero posseduto dallo spirito di persone smarritesi e decedute nel bosco in cui risiede. Secondo la tradizione popolare, dalle sue foglie si ricaverebbe un tonico prodigioso. Nell'anime Phantump appare per la prima volta nel corso del lungometraggio Il film Pokémon - Diancie e il bozzolo della distruzione. Un esemplare cromatico del Pokémon è presente nell'episodio Nuovi amici, subdoli nemici! (Making Friends and Influencing Villains!).

### Trevenant
Trevenant (オーロット?, Ōrotto) è un Pokémon di stadio uno di tipo Spettro/Erba. Si evolve da Phantump. Dirama le sue radici nel sottosuolo per controllare le altre piante; in questo modo può intrappolare e attaccare gli umani che distruggono la foresta. Si dimostra invece gentile e protettivo nei confronti delle altre creature del bosco. Nell'anime Trevenant appare per la prima volta nel corso dell'episodio Nuovi amici della foresta! (Forging Forest Friendships!).

### Pumpkaboo
Pumpkaboo (バケッチャ?, Bakeccha) è un Pokémon base di tipo Spettro/Erba. Si evolve in Gourgeist se scambiato. È basato su una zucca e si presenta in quattro forme differenti — Mini, Normale, Grande e Maxi — che differiscono per aspetto e statistiche, con le forme più piccole più veloci ma con meno Punti Salute. È costituito da una zucca animata da uno spirito, che si attiva al tramonto per aiutare le anime a ritrovare il cammino. Nell'anime Jessie del Team Rocket ha catturato un esemplare femminile di Pumpkaboo Forma Maxi, evolutosi in Gourgeist in seguito a uno scambio.

### Gourgeist
Gourgeist (パンプジン?, Pampujin) è un Pokémon di stadio uno di tipo Spettro/Erba. Si evolve da Pumpkaboo. È basato su una zucca e si presenta in quattro forme differenti — Mini, Normale, Grande e Maxi — che differiscono per aspetto e statistiche, con le forme più piccole più veloci ma con meno Punti Salute. Di notte vaga per le città cantando una maledizione o intrappolando le sue prede con i propri arti. Nell'anime Jessie del Team Rocket possiede un esemplare Forma Maxi di sesso femminile del Pokémon, evolutosi dal suo Pumpkaboo in seguito a uno scambio.

### Bergmite
Bergmite (カチコール?, Kachikōru) è un Pokémon base di tipo Ghiaccio. Si evolve in Avalugg con l'aumento di livello. Ha l'aspetto di un ghiacciolo, con uno strato di ghiaccio che ne ricopre il corpo e che può ricreare se danneggiato soffiando aria fredda. Vive in gruppi sulle montagne. Nell'anime Bergmite appare per la prima volta nel corso dell'episodio Doccia fredda sul campolotta ghiacciato! (All Hail the Ice Battlefield!) dove sono visibili diversi esemplari del Pokémon di proprietà del capopalestra Edel. In Il ghiaccio si è rotto! (A Real Icebreaker!) Edel usa un Bergmite contro Ash Ketchum, venendo però sconfitto.

### Avalugg
Avalugg (クレベース?, Kurebēsu) è un Pokémon di stadio uno di tipo Ghiaccio. Si evolve da Bergmite. Il suo corpo è un iceberg duro e resistente, che gli consente di avanzare per la sua strada senza curarsi di danni o ostacoli.

### Noibat
Noibat (オンバット?, Onbatto) è un Pokémon base di tipo Volante/Drago. Si evolve in Noivern con l'aumento di livello. Dimora in caverne buie. Per orientarsi, scegliere i frutti maturi e attaccare e confondere i nemici emette ultrasuoni dalle sue grandi orecchie. Nell'anime Noibat appare per la prima volta nel corso dell'episodio La voce che sovrasta l'aura! (Calling from Beyond the Aura!). Nell'episodio Un decollo difficile! (A Not-So-Flying-Start!) Ash Ketchum ottiene un uovo di Noibat.

### Noivern
Noivern (オンバーン?, Onbān) è un Pokémon di stadio uno di tipo Volante/Drago. Si evolve da Noibat. È basato su una viverna; è anch'egli notturno e caccia le sue prede ricorrendo agli ultrasoni che emette dalle orecchie. Nell'anime un esemplare di Noivern di proprietà di Alexia appare per la prima volta nel corso dell'episodio La cometa dell'eroe! (Celebrating the Hero's Comet!). Ash Ketchum possiede un esemplare di Noivern, evoluzione del suo Noibat.

### Xerneas
Xerneas (ゼルネアス?, Xerneas, /ˈksɛr.ne.as/) è un Pokémon base di tipo Folletto. È il Pokémon leggendario raffigurato sulla copertina di Pokémon X. Ken Sugimori venne come d'abitudine incaricato di disegnare il Pokémon leggendario, ma l'artista si trovò in grande difficoltà e richiese l'assistenza del collega Yusuke Ohmura per superare lo stallo creativo. A causa di questi tentennamenti e dell'insolita collaborazione, il completamento del design del Pokémon richiese diciotto mesi, tre volte più del normale. Il suo aspetto è basato sulla lettera "X" e sul cervo Eikþyrnir della mitologia norrena. È una creatura immortale che rappresenta la creazione e può fare dono della vita eterna agli altri. Nell'anime Xerneas appare per la prima volta nel lungometraggio Il film Pokémon - Diancie e il bozzolo della distruzione. In un sondaggio di popolarità condotto dal sito IGN e che ha tenuto conto di più di otto milioni di voti, Xerneas si è classificato quarto tra i Pokémon più popolari della sesta generazione. Numerosi critici hanno elogiato il design del Pokémon, definendolo uno dei più riusciti della serie.

### Yveltal
Yveltal (イベルタル?, Yveltal, /ˈi.vel.tal/) è un Pokémon base di tipo Buio/Volante. È il Pokémon leggendario raffigurato sulla copertina di Pokémon Y. Ken Sugimori venne come d'abitudine incaricato di disegnare il Pokémon leggendario, ma l'artista si trovò in grande difficoltà e richiese l'assistenza del collega Yusuke Ohmura per superare lo stallo creativo. A causa di questi tentennamenti e dell'insolita collaborazione, il completamento del design del Pokémon richiese diciotto mesi, tre volte più del normale. Il suo aspetto è basato sulla lettera "Y" e sull'aquila gigante Hræsvelgr della mitologia norrena. Rappresenta la distruzione e può assorbire l'energia vitale degli altri esseri viventi. Nell'anime Yveltal appare per la prima volta nel lungometraggio Il film Pokémon - Diancie e il bozzolo della distruzione. In un sondaggio di popolarità condotto dal sito IGN e che ha tenuto conto di più di otto milioni di voti Yveltal si è classificato secondo tra i Pokémon più popolari della sesta generazione.

### Zygarde
Zygarde (ジガルデ?, Zygarde) è un Pokémon base di tipo Drago/Terra. Si tratta di un Pokémon leggendario il cui aspetto è basato sul drago-serpente Níðhöggr della mitologia norrena. Rappresenta il mantenimento; rimane infatti inattivo nelle profondità della Terra, per intervenire quando l'equilibrio è a rischio. In seguito, sulla rivista CoroCoro Comic, è stato rivelato che quella mostrata in Pokémon X e Y è solo una delle cinque possibili forme che la creatura può assumere: il Pokémon è infatti costituito da un Nucleo, che raccoglie attorno a sé Cellule per raggiungere la Forma 10%, veloce e somigliante a un cane, o la precedentemente conosciuta Forma 50%. Se si raccolgono tutte le Cellule, Zygarde acquista la sua Forma Perfetta, in cui risulta più forte di Xerneas o Yveltal presi singolarmente. Nell'anime Zygarde Nucleo e Zygarde Cellula appaiono per la prima volta nel corso dell'episodio speciale Megaevoluzione - Episodio Speciale IV (Pokémon: Mega Evolution Special IV). Zygarde Forma 50% e 10% sono visibili per la prima volta nel corso dell'episodio Dalla A alla Z! (From A to Z!), mentre Zygarde Forma Perfetta è presente nel lungometraggio Il film Pokémon - Volcanion e la meraviglia meccanica. In un sondaggio di popolarità condotto dal sito IGN e che ha tenuto conto di più di otto milioni di voti Zygarde si è classificato terzo tra i Pokémon più popolari della sesta generazione.

### Diancie
Diancie (ディアンシー?, Dianshii) è un Pokémon base di tipo Roccia/Folletto. Si tratta di un Pokémon misterioso distribuito negli Stati Uniti d'America dal 27 ottobre al 16 novembre 2014 e in Italia dal 6 al 28 novembre. È descritto come una creatura-gemma di incantevole bellezza, nata da una mutazione spontanea di Carbink. Nei videogiochi Pokémon Rubino Omega e Zaffiro Alpha ottiene una megaevoluzione denominata MegaDiancie. Nell'anime Diancie è uno dei protagonisti del lungometraggio Il film Pokémon - Diancie e il bozzolo della distruzione.

### Hoopa
Hoopa (フーパ?, Fuupa) è un Pokémon base di tipo Psico/Spettro. Si tratta di un Pokémon misterioso ottenibile solo tramite promozioni Nintendo. È un vero birbante, che si diverte ad appropriarsi di oggetti altrui e teletrasportarli lontano grazie al potere dei suoi anelli di piegare lo spazio. In Pokémon Rubino Omega e Zaffiro Alpha è stata rivelata una sua seconda forma e il Pokémon così come appare in Pokémon X e Y rinominato Hoopa Vincolato. Come Hoopa Libero, la creatura cambia tipo in Psico/Buio e assume un nuovo e più minaccioso aspetto ispirato a un genio. Nell'anime Hoopa è il protagonista del lungometraggio Il film Pokémon - Hoopa e lo scontro epocale.

### Volcanion
Volcanion (ボルケニオン?, Borukenion) è un Pokémon base di tipo Fuoco/Acqua. Si tratta di un Pokémon misterioso rivelato ufficialmente nel dicembre 2015 e ottenibile solo tramite promozioni Nintendo. Vive isolato sulle montagne e utilizza il vapore che produce nel suo corpo per nascondersi tra la nebbia o spruzzare potenti getti. Nell'anime Vulcanion appare per la prima volta come uno dei protagonisti del lungometraggio Il film Pokémon - Volcanion e la meraviglia meccanica.